# Nurkoża Kajpanow
Nurkoża Kajpanow (ur. 21 czerwca 1998) – kazachski zapaśnik walczący w stylu wolnym. Mistrz świata w 2024 i drugi w 2019 roku. 
Złoty medalista mistrzostw Azji w 2019, 2021 i 2025; srebrny w 2022. Wicemistrz igrzysk wojskowych w 2019. Trzeci na mistrzostwach Azji juniorów w 2018 roku.